# 欽薩利縣

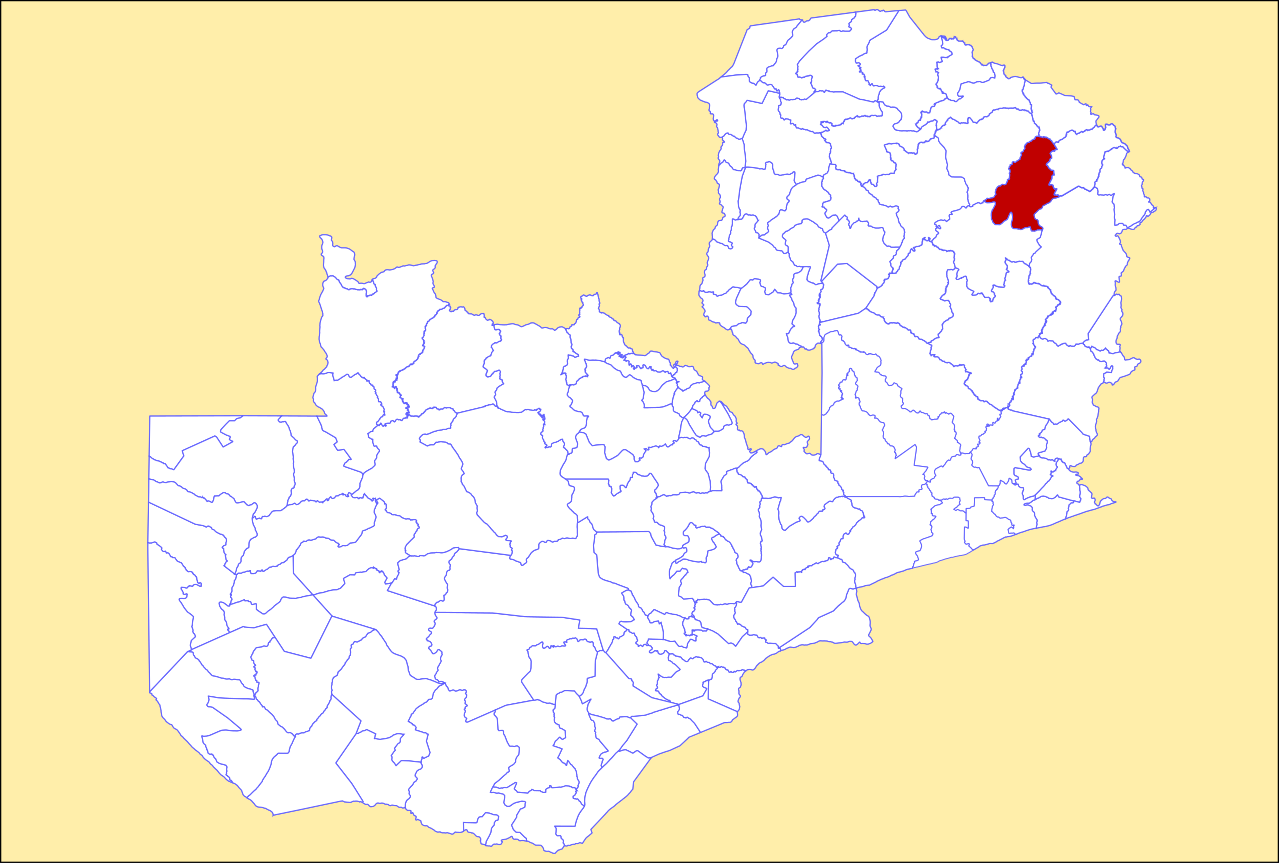

10°45′S 32°00′E / 10.750°S 32.000°E
欽薩利縣（英語：Chinsali District），是贊比亞的縣份，位於該國東北部，由穆欽加省負責管轄，首府設於欽薩利，面積15,395平方公里，2010年人口146,518，人口密度每平方公里9.5人。